# Robson Ponte
Robson Ponte (São Paulo, 6 de novembro de 1976) é um ex-futebolista brasileiro que atuava como meio-campista.

## Carreira
Iniciou sua carreira futebolística tendo passagens no América-SP e Juventus-SP. 
Logo depois foi contratado pelo Guarani. Pelo clube, estourou no Brasileiro de 1998 e foi eleito o Maior driblador do Brasil.
Em janeiro de 1999, o Guarani recebeu o Bayer Leverkusen no estádio Brinco de Ouro, em Campinas, para um amistoso. O time alemão, que tinha Ulf Kirsten, Carsten Ramelow, Zé Roberto, Emerson e Paulo Rink, perdeu de 6 a 4 e Róbson Ponte balançou as redes três vezes e distribuiu uma assistência. Robson esteve próximo de se transferir para o Real Madrid, mas acabaria sendo vendido para o próprio Leverkusen por US$ 4 milhões no fim daquele semestre.
Foi parte crucial do time de Leverkusen que bateu na trave pela conquista do título do Campeonato Alemão, perdendo o troféu para o Bayern de Munique nos critérios de desempate. Já em sua primeira temporada pelo clube, fez 29 jogos e acabou marcando 2 gols.
Na temporada seguinte, perdeu a parte final dela e acabou perdendo espaço na equipe, realizando 17 jogos e um único gol marcado.
Acabou negociado por empréstimo ao fim da temporada com o Wolfsburg, onde permaneceria por duas temporadas.
Retornou a Leverkusen na temporada 2003/2004, onde perdeu parte dos jogos devido a uma lesão, mas terminou o biênio com 22 jogos e 4 gols.
Sua última temporada pelo clube foi a de 2004/2005. Pelo Bayer Leverkusen, fez 101 jogos e marcou 10 gols ao longo de quatro temporadas.
Chegou ao Urawa em 2005, então com 28 anos, contratado do Bayer Leverkusen, e herdou a camisa 10 de Emerson Sheik.
Durante a permanência no Japão conquistou cinco títulos: duas vitórias na Copa Imperador, uma supertaça do Japão, uma Liga Japonesa e uma Liga dos Campeões da Ásia, sagrando-se em 2007 o melhor jogador da Liga Japonesa e o melhor marcador da Liga dos Campeões da Ásia. No total, fez 197 jogos e marcou 48 gols com a camisa do Urawa. Em 2016, foi eleito pelo programa Foot x Brain, exibido pela TV Tokyo, como o segundo melhor brasileiro que mais se destacou na história do futebol japonês.
Também defendeu o Grêmio Barueri, onde encerrou sua carreira.  
Após aposentadoria dos gramados, trabalhou em cargos diretivos, destacando-se sua passagem pela vice-presidência do Portimonense.

## Títulos
Urawa Red
- Liga dos Campeões da AFC: 2007[14]
- Campeonato Japonês: 2006
- Copa do Imperador: 2006
- Supercopa do Japão: 2006

### Prêmios Individuais
- Futebolista do Ano no Japão: 2007[10][15]